# (8387) Fujimori
(8387) Fujimori est un astéroïde de la ceinture principale.

## Description
(8387) Fujimori est un astéroïde de la ceinture principale. Il fut découvert le 19 février 1993 à Geisei par Tsutomu Seki. Il présente une orbite caractérisée par un demi-grand axe de 3,00 UA, une excentricité de 0,10 et une inclinaison de 10,8° par rapport à l'écliptique.

## Compléments